# Liste de devises militaires du Canada
Cet article présente une liste des devises militaires des Forces armées canadiennes.

## Armée canadienne
- Armée canadienne : Vigilamus pro te (latin pour « Nous protégeons nos foyers et nos droits », la dernière phrase de l'hymne national du Canada)
  - 1re Division du Canada : Agile, Versatile, Ready (anglais pour « Agile, Polyvalent, Prêt »)
  - 2e Division du Canada : Honneurs et Persévérance
    - 5e Groupe-brigade mécanisé du Canada : Allons-y
      - 5e Bataillon des services : Devoir avant tout
      - 12e Régiment blindé du Canada : Adsum (latin pour « Je suis là »)
      - Royal 22e Régiment : Je me souviens (la devise du Québec)

    - 34e Groupe-brigade du Canada : Combattre, Vaincre ou Mourir
      - 34e Bataillon des services : Devoir avant tout
      - Le Régiment de Hull (RCAC) : On ne passe pas
      - Le Régiment de Maisonneuve : Bon Cœur, Bon Bras
      - Les Fusiliers Mont-Royal : Nunquam Retrosum (latin pour « Ne jamais reculer »)
      - The Black Watch (Royal Highland Regiment) of Canada : Nemo me impune lacessit (latin pour « Nul ne me provoquera impunément », devise de l'ordre du Chardon utilisée en Écosse)
      - The Canadian Grenadier Guards : Honi soit qui mal y pense (devise de l'ordre de la Jarretière)
      - The Royal Canadian Hussars (Montreal) : Non nobis sed patria (latin pour « Pas pour nous-mêmes, mais pour la patrie »)
      - The Royal Montreal Regiment : Honi soit qui mal y pense (devise de l'ordre de la Jarretière)

    - 35e Groupe-brigade du Canada : Honneur et Courage
      - Le Régiment de la Chaudière : Aere Perennius (latin pour « Plus solide que l'airain », une citation d'Horace)
      - Le Régiment du Saguenay : Dieu et Patrie
      - Les Fusiliers de Sherbrooke : Droit au but
      - Les Fusiliers du Saint-Laurent : J'y suis en garde
      - Les Voltigeurs de Québec : Force a Superbe, Mercy a Foible (vieux français pour « Violence aux forts et pitié aux faibles  », devise de la famille d'Irumberry de Salaberry)
      - Sherbrooke Hussars : In hoc signo stabilas (latin pour « Stable par ce signe »)

    - Base des Forces canadiennes Valcartier : Semper Fidelis (latin pour « Toujours fidèle »)

  - 3e Division du Canada : Pace Paratus Ad Arma (latin pour « En paix prêt pour la guerre »)
    - 1er Groupe-brigade mécanisé du Canada : Semper Vigilans (latin pour « Toujours en garde »)
      - Lord Strathcona's Horse (Royal Canadians) : Perseverance (anglais pour « Persévérance »)

    - 38e Groupe-brigade du Canada : Progredere Ne Regredere (latin pour « Toujours en avant, jamais en arrière »)
      - The Fort Garry Horse : Facta Non Verba (latin pour « Des faits, pas des mots »)
      - The Lake Superior Scottish Regiment : Inter Pericula Intrepidi (latin pour « Sans peur face au danger »)
      - The North Saskatchewan Regiment : Cede Nullis (latin pour « Ne jamais céder »)
      - The Queen's Own Cameron Highlanders of Canada : Ullamh (gaélique pour « Prêt »)
      - The Royal Regina Rifles : Celer et Audax (latin pour « Rapides et Audacieux »)
      - The Royal Winnipeg Rifles : Hosti Acie Nominati (latin pour « Nommé par l'ennemi dans la bataille »)
      - The Saskatchewan Dragoons : Esprit d'initiative

    - 39e Groupe-brigade du Canada : Splendor Sine Occasu (latin pour « Éclat sans ternissure », la devise de la Colombie-Britannique)
      - The British Columbia Dragoons : Quansem ilep (chinook pour « Toujours premiers »)
      - The British Columbia Regiment (Duke of Connaught's Own) (RCAC) : Faugh a Ballagh (gaélique pour « Dégagez la voie »)
      - The Rocky Mountain Rangers : Kloshe Nanitch (chinook pour « Gardez l'œil ouvert »)
      - The Royal Westminster Regiment : Pro Rege et Patria (latin pour « Pour le roi et la patrie »)
      - The Canadian Scottish Regiment (Princess Mary's) : Deas Gu Cath (gaélique pour « Prêt au combat »)
      - The Seaforth Highlanders of Canada : Caber Feidh gu Brath (gaélique pour « Les cerfs brament pour toujours »)

    - 41e Groupe-brigade du Canada : Fortune favours the bold (anglais pour « La fortune sourit aux audacieux »)
      - The Calgary Highlanders : Airaghardt (gaélique écossais pour « En avant », tiré de Onward (« En avant » en anglais), la devise de la ville de Calgary)
      - The King's Own Calgary Regiment (RCAC) : Onward (anglais pour « En avant », la devise de la ville de Calgary)
      - The Loyal Edmonton Regiment (4th Battalion, Princess Patricia's Canadian Light Infantry) : Fears No Foe (anglais pour « Craint aucun ennemi »)
      - The South Alberta Light Horse : Semper Alacer (latin pour « Toujours prêts »)

    - Base des Forces canadiennes Edmonton : To the North (anglais pour « Au nord »)
    - Base des Forces canadiennes Shilo : Ad Omnia Paratus (latin pour « Prêt pour toutes choses »)
    - Base des Forces canadiennes Suffield : Eximius Ordo (latin pour « D'une classe à part »)
    - Base des Forces canadiennes Wainwright : Servitum (latin pour « Service »)

  - 4e Division du Canada : Pax et Bello Paratus (latin pour « Préparé dans la paix et la guerre »)
    - 2e Groupe-brigade mécanisé du Canada : Audacia et Fortitudo (latin pour « Audace et Détermination »)
      - The Royal Canadian Dragoons : Audax et Celer (latin pour « Audacieux et Rapide »)
      - The Royal Canadian Regiment : Pro Patria (latin pour « Pour la patrie »)

    - 31e Groupe-brigade du Canada : Pro Aris et Focis (latin pour « Pour nos autels et nos foyers »)
      - 1st Hussars : Hodie Non Cras (gaélique pour « Aujourd'hui et non demain »)
      - The Argyll and Sutherland Highlanders of Canada (Princess Louise's) : Albainn Gu Brath (gaélique pour « L'Écosse pour toujours »)
      - The Essex and Kent Scottish Regiment : Semper Paratus (latin pour « Toujours prêt »)
      - The Grey and Simcoe Foresters : Tenacious and Versatile (anglais pour « Tenace et Polyvalent »)
      - The Lincoln and Welland Regiment : Non Nobis Sed Patriae (latin pour « Pas pour nous, mais pour la patrie »)
      - The Royal Hamilton Light Infantry (Wentworth Regiment) : Semper Paratus (latin pour « Toujours prêts »)
      - The Royal Highland Fusiliers of Canada : Defence, Not Defiance (anglais pour « Défense, pas défiance »)
      - The Windsor Regiment (RCAC) : Semper Paratus (latin pour « Toujours prêts »)

    - 32e Groupe-brigade du Canada : Steadfast (anglais pour « Ferme »)
      - 48th Highlanders of Canada : Dileas Gu Brath (gaélique pour « Fidèle pour toujours »)
      - The Governor General's Horse Guards : Nulli Secundus (latin pour « Au-dessus de tous ») et Honi soit qui mal y pense (normand pour « Honni soit qui mal y pense », la devise de l'ordre de la Jarretière)
      - The Lorne Scots (Peel, Dufferin and Halton Regiment) : Air Son Ar Duthchais (gaélique pour « Pour notre héritage »)
      - The Queen's Own Rifles of Canada : In Pace Paratus (latin pour « Préparé en paix »)
      - The Queen's York Rangers (1st American Regiment) (RCAC) : Pristinae Virtutis Memor (latin pour « Se souvenir de leur gloire d'autrefois ») (la devise Celer et Audax, latin pour « Rapide et Audacieux », est également utilisée officieusement)
      - The Royal Regiment of Canada : Ready, Aye, Ready (anglais pour « Prêt, oui, prêt »), Honi soit qui mal y pense (devise de l'ordre de la Jarretière) et Nec Aspera Terrant (latin pour « Pas effrayé de travail », la devise de la maison de Hanovre)
      - The Toronto Scottish Regiment (Queen Elizabeth The Queen Mother's Own) : Carry On (anglais pour « Continue »)

    - 33e Groupe-brigade du Canada : Fortes soli, fortiores una (latin pour « Fort seul, plus fort ensemble »)
      - Governor General's Foot Guards : Civitas et Princeps Cura Nostra (latin pour « Supportons l'État et son chef »)
      - The Algonquin Regiment : Ne-Kah-Ne-Tah (algonquin pour « Nous ouvrons la marche, les autres suivent »)
      - The Brockville Rifles : Semper Paratus (latin pour « Toujours prêts »)
      - The Cameron Highlanders of Ottawa : Advance (anglais pour « Avance »)
      - The Hastings and Prince Edward Regiment : Paratus (latin pour « Prêt »)
      - The Irish Regiment of Canada : Fior Go Bas (irlandais pour « Fidèle jusqu'à la mort »)
      - The Ontario Regiment (RCAC) : Fidelis et Paratus (latin pour « Fidèle et Préparé »)
      - The Princess of Wales' Own Regiment : Nunquam Cede (latin pour « Ne jamais céder »)
      - The Stormont, Dundas and Glengarry Highlanders : Dileas Gu Bas (gaélique pour « Fidèle dans la mort ») (avant 1941, la devise était Foy Pour Devoir, vieux français pour « Fidèle au devoir »)

    - Base des Forces canadiennes Kingston : Honos Habet Onus (latin pour « L'Honneur transporte la charge »)
    - Base des Forces canadiennes Petawawa : Endazhe Kinamandowa Chimaganishak (algonquin pour « Terrain d'entraînement des guerriers »)

  - 5e Division du Canada : Cives Ac Praesertim Milites (latin pour « Citoyens et spécialement soldats »)
    - 36e Groupe-brigade du Canada : Atlanticus Fortis (latin pour « L'Atlantique fort »)
      - The Nova Scotia Highlanders (North) : Siol Na Fear Fearail (gaélique pour « Race d'hommes virils »)
      - The Prince Edward Island Regiment (RCAC) : Parva Sub Ingenti (latin pour « Le petit sous la protection du grand », la devise de l'Île-du-Prince-Édouard)
      - The Princess Louise Fusiliers : Fideliter (latin pour « Fidèlement »)
      - The West Nova Scotia Regiment : Semper Fidelis (latin pour « Toujours fidèle »)

    - 37e Groupe-brigade du Canada : Uniti Valentiores (latin pour « Unis, nous sommes plus forts »)
      - 8th Canadian Hussars (Princess Louise's) : Regi Patriaeque Fidelis (latin pour « Fidèle au roi et à la patrie »)
      - The Royal New Brunswick Regiment : Spem reduxit (latin pour « L'espoir renaît », la devise du Nouveau-Brunswick)
      - The Royal Newfoundland Regiment : Better Than the Best (anglais pour « Mieux que le meilleur »)

  - Corps du génie royal canadien : Ubique (latin pour « Partout »)
  - Corps du génie électrique et mécanique royal canadien : Arte et Marte (latin pour « Par l'adresse et le combat »)
  - Régiment royal de l'Artillerie canadienne : Ubique quo fas et gloria ducunt (latin pour « Partout où la gloire et la droiture mènent »)

## Aviation royale du Canada
- Aviation royale du Canada : Sic itur ad astra (latin pour « Telle est la voie vers les étoiles ») (la devise de 1924 à 1968 était Per Ardua ad Astra, latin pour « À travers l'adversité jusqu'aux étoiles »)
  - 1re Escadre Kingston
    - 400e Escadron tactique d'hélicoptères : Percussuri Vigiles (latin pour « Prêt à frapper »)
    - 403e Escadron d'entraînement opérationnel d'hélicoptères : Stalk and Strike (anglais pour « Traquez et frappez »)
    - 408e Escadron tactique d'hélicoptères : For freedom (anglais pour « Pour la liberté »)
    - 430e Escadron tactique d'hélicoptères : Celeriter Certoque (latin pour « Rapidement et sûrement »)
    - 438e Escadron tactique d'hélicoptères : Going down (anglais pour « Descente »)

  - 3e Escadre Bagotville
    - 425e Escadron tactique de chasse canadien : Je te plumerai

## Marine royale canadienne
- Marine royale canadienne : Parati vero parati (Latin pour « Toujours là, toujours prêt »)

## Commandement des Forces d'opérations spéciales du Canada
- Commandement des Forces d'opérations spéciales du Canada : Viam inveniemus (latin pour « Nous trouverons un moyen »)
  - 427e Escadron d'opérations spéciales d'aviation : Ferte manus certas (latin pour « Frapper d'une main sûre »)
  - Deuxième Force opérationnelle interarmées : Facta non verba (latin pour « Actes, pas des mots »)
  - Unité interarmées d'intervention du Canada : Nunquam non parati (latin pour « Jamais au dépourvu »)

## Commandement des opérations interarmées du Canada
- Commandement des opérations interarmées du Canada : Unanimi cum ratione (latin pour « Unis par le but »)

## Autres
- Collège militaire royal du Canada : Vérité, devoir, vaillance (la devise en anglais Truth, Duty, Valour est également utilisée)
  - École de leadership et de recrues des Forces canadiennes:  Devoir, Loyauté, Intégrité, Courage (la devise en anglais Duty, Loyalty, Integrity, Courage est également utilisée)
- Juge-avocat général : Fiat Justitia (latin pour « Que la justice soit faite »)
- Cadre des Instructeurs de cadets : Illuminatae Viam (latin pour « Illuminer la voie »)